# N1,N12-diacetilspermina
La N1,N12-diacetilspermina (DiAcSpm) è una poliammina. L'enzima N1-acetilpoliammino ossidasi (numero EC 1.5.3.13) ne catalizza l'ossidazione con formazione di N1-acetilspermidina e H2O2. 